# Тровање угљен-моноксидом
Тровање угљен-моноксидом је стање у живом организму настало као последица удисања опасних концентрација угљен-моноксида (CO) у кући, на улици, у саобраћају, индустрији и пољопривреди, услед веома раширене употребе угљеничних горива. Због јаке цитотоксичности за жива бића, CO спада у групу хемијских загушљиваца и највећих загађивача ваздуха. Његов токсични ефекат настаје веома брзо чак и при изузетно малим концентрацијама. Тако је излагање концентрацијама угљен-моноксида од 100 и више ppm праћено симптомима и знацима акутног или хроничног тровања, са могућим тешким последицама по људско здравље. Смртна доза CO за људе износи 1.000-2.000 ppm (0,1—0,2%) при удисању гаса у трајању од 30 минута. Код високих концентрација угљен-моноксида у удахнутом ваздуху смрт може настати у времену удисања од 1—2 минута.
Угљен-моноксид је гас који настаје као продукт непотпуног сагоревања угљеника из органских материја, као што су уље, нафта и њени деривати, дрво, природни и произведени гас, експлозиви, угаљ или кокс. У току процеса сагоревања вишак угљеника подстиче стварање (CO), а ако има више кисеоника потпуном оксидацијом угљеника настаје угљен-диоксид (2). Угљен-моноксид може бити формиран кад год пламен додирне површину која је хладнија од температуре паљења гасног дела тог пламена. Издувни гасови мотора са унутрашњим сагоревањем један су од највећих загађивача атмосфере овим гасом (са 1-14 вол%) затим, следе издувни гасови који настају у току производње гвожђа као и гасови при сагоревању угља у термоелектранама, и у процесу производње у рафинеријама нафте и хемијској индустрији. У развијенијим земљама света (САД, Јапан, западна Европа) и до 60% угљен-моноксида потиче из мотора са унутрашњим сагоревањем.
Око 50% тровања у свету отпада на тровање угљен-моноксидом. Сваке године у свету умре на стотине људи од последица тровања овим гасом. После тровања алкохолом, тровање (CO), је један од најчешћих облика тровања живих организама; због његове честе присутности у човековом окружењу, високе токсичности, слабо изражених органолептичких својстава (без мириса, укуса, боје) и неиритирајућих особина приликом удисања, што отежава благовремено откривање његовог присуства у животној средини. Угљен-моноксид, унет у организам (са удахнутим ваздухом у плућима) изазива у организму општу хипоксију (недостатак кисеоника) јер има јак афинитет за хемоглобин црвених крвних зрнаца. Истискујући кисеоник из рецептора црвених крвних зрнаца, он у њима, стварањем карбонил једињења, формира иреверзибилну везу, која ограничава транспорт и коришћење кисеоника у ткивима.
Акутни ефекти излагања CO зависе од процента засићености хемоглобина CO, која је зависна од дужине излагања, температуре околине, стања здравља и метаболичке активности затроване особе. Акутни симптоми могу да се појаве без даљих и трајних последица и карактеришу се симптомима блажег акутног тровања CO укључују непромишљеност, конфузију, главобољу, вртоглавицу и запаљењске промене. Израженија излагања CO могу да доведу до значајнијег оштећења ћелија централног нервног система (које не могу издржати недостатак кисеоника дуже од 6-8 минута), срца, и смртног исхода. Акутно тровање CO често могу да прате и дугорочне, иреверзибилне, последице (секвеле).
Тровање трудница угљен-моноксидом утиче и на фетус, па се у случају тровања мајке трудноћа може завршити превременим порођајем или побачајем плода. Хронично тровање CO, које настаје након дуготрајног излагања мањим концентрацијама угљен-моноксида може да доведе до депресије, дуготрајних главобоља, опште слабости и малаксалости, конфузије и губитка памћења.
Велике учесталости тровања угљен-моноксидом, као једним од најчешћих типова смртоносног тровања, спречавају се мерама превенције и медицинске заштите, и све више постаје битна ставка у јавном здрављу скоро свих земаља света. Примена мера превенције у индустријској и пољопривредној производњи, кућним условима, саобраћају и другим условима и срединама где је могућа појава увећаних (токсичних) концентрација угљен-моноксида спроводи се; раним откривањем (детекцијом), применом детектора угљен-моноксида, употребом вентилације (проветравања), заштитних средстава, превентивним лекарским прегледима радника изложених могућем ризику тровања CO, итд.

## Историја
Смртоносни учинак тровања угљен-моноксидом био је познат још из Античке грчке и Римског царства. Та његова особина коришћена је за егзекуције. Древни начин смакнућа био је затварање осуђеника у „собу за купање“ са тињајућим угљем. Оно што егзекуторима тада није било познато био је механизам настанка смрти.
Аристотел (384-322. п. н. е.) је међу првима забележио да из заложеног угља „истичу“ отровна испарења. Гален (129-199 н.е.) спекулисао је о промени у саставу ваздуха који тако измењен наноси штету приликом удисаја.
Два могућа случаја тровања угљен-моноксидом, која нису описана медицинској литератури, а о њима налазимо податке у историјској литератури из 4. века била су;
- Случај познатог византијског императора Јулијана Флавија Клаудија (331-363 н. е.), који је дуже време патио од тровања угљен-моноксидом средњег степена, од кога се брзо и потпуно опоравио.
- Случај његовог наследника, Јовијана (330—364 н.е.), који је подлегао тешком тровању угљен-моноксидом.

Оба случаја узроковало је ложење угља у котловима, које је било уобичајени начин грејања у затвореном простору тога времена.
Угљен-моноксид је први открио француски хемичар Жак де Ласон 1776. загревањем оксида цинка угљем, али је он био у заблуди да се ради о водонику, јер је гас горео плавим пламеном.
Да се угљен-моноксид, састоји од атома угљеника и кисеоника, открио је 1800. шкотски хемичар Вилијам Крукшенк.
Токсична својства угљен-моноксида темељно је истражио на псима, Клод Бернар, око 1846.
Клод Бернар је 1857, током својих истраживања констатовао је да се токсични ефекат угљен-моноксида заснива на повратној вези коју он ствара са хемоглобином, претварајући га у карбоксихемоглобин, који има мању способност преноса кисеоника путем крви:
| „ | Бернар је показао интересовање за проучавање тровања, можда и зато што је видео да је велики број болесника лечених на његовом одељењу умрло због удисања угљен-моноксида. Тада је, рефлукс гасова из камина у слабо проветреним просторијама, био сасвим уобичајена појава. Бернар је у бројним експериментима доказао да угљен-моноксид спречава засићење црвених крвних зрнаца кисеоником па самим тим настаје и смањен прилив кисеоника у ткива и ћелије. Бернар је доказао да је угљен-моноксид значајан у физиологији размене гасова и развио је методе за мерење количине кисеоника у крви, како би омогућио да се боље разуме нормална размена гасова у крви и телу. | ” |

Током наредних двадесетак година, Клод Бернар се више пута враћао истраживању својстава угљен-моноксида.
Током истраживања спроведених 1926. постало је јасно, да је хипоксија изазвана тровањем угљен-моноксидом, не само последица поремећаја преноса кисеоника, већ и последица нарушене концентрације гасова у ткивима и ћелијама. Варберг (Warberg) уз помоћ културе квасца доказао је да је апсорпција кисеоника у ћелијама инхибирана током њиховог излагања великим количинама угљен-моноксида.
У Другом светском рату, гасна мешавина која је у себи садржала угљен-моноксид коришћена је за покретање моторних возила, у деловима света где је бензина и дизел горива било ретко. Екстерни (са пар изузетака) угљани или дрвни гасни генератори су били опремљени, и мешавина атмосферског азота, угљен-моноксида и мање количине других гасова продукованих гасификацијом, цевима су провођени у гасни миксер. Гасна мешавина продукована овим процесом, позната је као дрвни гас.
Угљен-моноксид је такође коришћен у мањој мери током холокауста у појединим нацистичким логорима смрти, најзначајније, од стране душегупки у Хелмну и у Акцији Т4, „еутаназија“ програму. Помоћу ових камиона-убица, само у Београду периоду од почетка априла до краја маја 1942. угушено је око 8.000 Јевреја и 500 партизана из логора Сајмиште и Бањица.
Угљен-моноксид изван атмосфере Земље први пут је открио белгијски научник М. Мижеот (M. Migeotte) 1949. у ИЦ спектру Сунца.
До шездесетих година 20. века већина домаћинстава снабдевена гасом у Уједињеном Краљевству, користила је плин за расвету (познат и као градски гас), који је у незапаљеном облику садржао велику количину угљен-моноксида. Тровање угљен-моноксидом намерним удисањем плина за расвету био је уобичајени метод за извршење самоубиства, чинећи скоро половину свих самоубистава у Уједињеном Краљевству крајем 1950-их. Након што је британска влада постепено заменила плин за расвету земним гасом, током 1960-их, стопа самоубистава у Великој Британији је опала за скоро трећину и отад није расла. Коришћење плина за расвету као метод самоубиства је опао, како већину домаћих снабдевача гасом сада чини земни гас, који нема угљен-моноксида. До изума каталитичких конвертора, самоубиство се вршило удисањем издувних гасова покренутог мотора аутомобила, нарочито у затвореним просторима, као што је гаража. Пре 1975, издувни гасови аутомобила садржали су 4-10% угљен-моноксида, међутим нова возила поседују каталитичке конверторе који елиминишу преко 99% продукованог угљен-моноксида. Ипак, чак и аутомобили са каталитичким конверторима могу да произведу знатне количине угљен-моноксида, ако је мирујући ауто остављен у затвореном простору, као што је затворена гаража.
Како је тровање угљен-моноксидом применом издувних гасова аутомобила постала мање поуздана опција за извршење самоубиства, повећана је примена нових метода тровања угљен-моноксидом, као што је паљење угља, или фосилних горива, или комбинујући мрављу киселину и сумпорну киселину у ограниченом простору. Овакви инциденти су најчешће били повезани са групним пактом о самоубиству у азијским земљама, као што су Јапан, Тајван и Хонгконг, али такође и у западним земљама, као што је случај самоубиства бостонског певача Бреда Делпа.

## Епидемиологија
Инциденца тровања угљен-моноксидом није позната, јер многи случајеви без смртног исхода остају непрепознати па самим тим и неоткривени.
Према подацима из фабрика у Уједињеном Краљевству од укупног броја случајева тровања и смрти од гасова, једна трећина тровања и више од 50% смртних случајева дешава се услед присуства и дејства угљен-моноксида.
На данашњем степену индустријског развоја продукција угљен-моноксида у свету је веома изражена и многоструко надмашује количине које се стварају у природним процесима. Преко 60% угљен-моноксида у природи, данас је производ људске активности. У урбаним срединама проблем загађења ваздуха угљен-моноксидом поготово долази до изражаја због великог броја моторних возила и индустријске производње која ослобађа велике количине издувних гасова богатих CО. У таквим условима, а према расположивим подацима, тровање угљен-моноксидом представља један од најчешћих узрок повреда и један од водећи узрок смрти изазване случајним и намерним тровањем у Сједињеним Државама и другим земљама света.
У природи од укупне концентрације угљен-моноксида, из антропогених извора потиче само око 2%, а од саобраћајних средстава (према проценама) од 60 до 75%. Услед непотпуног сагоревања у моторима агрегата, аутомобила и других саобраћајних средстава, заостају капљице горива и уља, из којих настају поред других штетних гасова (угљоводоници, оксиди азота, угљен-диоксид) и угљен-моноксид. Оксидацијом угљен-моноксида и угљоводоника са азотом, који се такође налази у издувним гасовима мотора, настају и оксиди азота који још више потенцирају токсично дејство угљен-моноксида.
Просечна концентрација угљен-моноксида у ваздуху изнад ненасељених подручја креће се око 0,1 ппм, док је изнад градова његова вредност знатно већа (и до неколико десетина ппм). На ову појаву велики утицај имају саобраћајна транспортна средства као што су аутомобили, камиони, трактори, авиони, итд) који представљају главне изворе и загађиваче атмосфере угљен-моноксидом.
Тровање угљен-моноксидом је значајно чешће у зимским месецима, због повећане употребе гасних пећи, гасних или керозинских грејалица, кухињски шпорета и других грејних тела која користе угљеничне материје. Такође током зимских месеци, ако се користе неисправна грејна тела и/или она раде при неадекватној вентилацији ложишта и просторије, она могу продуковати значајан ниво угљен-моноксида.
Тровање угљен-моноксидом је према истраживањима такође повећано и током прекида у снабдевању електричном струјом, када се као замена користе генератори на бензин и други топлотни уређаји, као што су пећи и камини и друга неадекватна и импровизована грејна тела са угљеничним једињењима. Само између 1996. и 2006, 334 људи умрло је од тровања угљен-моноксидом из издувних гасова генератора струје, који су коришћени после великих киша и других елементарних непогода, јер су генератори били смештени у затвореним просторијама као што су гараже, подруми, или надстрешнице, уместо на отвореном простору далеко од кућа и њихових врата, прозора и вентилационих отвора за довод свежег ваздуха.
У многим индустријализованим земљама, угљен-моноксид је узрок више од 50% фаталних тровања. Процењено је да више од 40.000 људи годишње затражи медицинску помоћ због тровања угљен-моноксидом у Сједињеним Државама, а око 200 људи умре сваке године од тровања угљен-моноксидом, као последица употребе разних уређаја са отвореним пламеном, у домаћинствима, за спремање хране и грејање. Центар за контролу и превенцију болести (CDC) (енгл. Centers for Disease Control and Prevention) у САД извештава да: „Сваке године, више од 500 Американаца умре због ненамерног тровања угљен-моноксидом, и више од 2.000 изврши самоубиство намерно се трујући“. За десетогодишњи период, од 1979. до 1988, забележено је 56.133 смрти од тровања угљен-моноксидом у Сједињеним Државама, од чега су 25.889 била самоубилачка, док су 30.244 ненамерна (задесна).
У извештаји са Новог Зеланда показано је да је 206 људи умрло од тровања угљен-моноксидом у 2001. и 2002. години. У целини гледано, тровање угљен-моноксидом је било узрок 43,9% смрти као последица тровања у тој земљи.
У Јужној Кореји, 1.950 људи је било отровано угљен-моноксидом, са 254 смртна исхода од 2001. до 2003. године.
Извештај из Јерусалима, показао је да је 3,53 на 100.000 особа било отровано годишње, од 2001. до 2006.
У Хубеју, у Кини, пријављено је 218 смртних случајева тровања у периоду од више од 10 година, од којих је 16,5% било узроковано удисањем угљен-моноксида.

## Етиологија
Угљен-моноксид је продукт сагоревања органских материја (угљеничних једињења) у условима смањене концентрације кисеоника, што спречава потпуну оксидацију у угљен-диоксид (CO2). Угљен-моноксид може бити формиран кад год пламен додирне површину која је хладнија од температуре паљења гасног дела тог пламена. Угљен-моноксид је веома отрован гас, његове мешавине са ваздухом су запаљиве, а у одређеним случајевима експлозивне. Ипак, опасност од пожара или експлозије се ретко дешава.
По пореклу, тровања угљен-моноксидом су најчешће ненамерна (задесна), затим самоубилачка, док су убилачка јако ретка.
Угљен-моноксид се ствара у условима недовољног сагоревања, када је присуство кисеоника или ваздуха у том процесу недовољно. То може настати у затвореним и недовољно проветраваним просторима, у току примене неисправних пећи, у току рада мотора са унутрашњим сагоревањем (у гаражама, тунелима, рудницима итд), у мангалима и каминима, или на отвореном простору, на градским депонијама или око запаљене шљаке. Угљен-моноксид се ствара и у току експлозија, у пожарима на отвореном и затвореном простору, или редукцијом већ створеног угљен-диоксида, када је преко већ распаљеног угља стављен нови слој хладног угља, па у том моменту угљен-диоксид (CO2) при пролазу кроз угаљ бива редукован према овој формули:
{\displaystyle CO_{2}+C\Rightarrow CO}
Извори угљен-моноксида представљају и дим од цигарета, кућни пожари, електрични генератори, апарати који раде на пропан као што су преносне пећи, и алати на бензински погон попут машина за дување лишћа, косилице за траву, прскалица за чишћење под високим притиском, тестера за сечење бетона, алата за чишћење са роторима и апарати за заваривање итд.
Пушење цигарета је значајан извор угљен-моноксида, чија количина се у дуванском диму креће од 5% до 9%. „Sidestream“ дим, који се емитују при сагоревању врха цигарете, садржи два и по пута више угљен-моноксида од „mainstream“ дима или дима који удише пушач. Пушења у ноћним клубовима и кафанама у условима неадекватне вентилације може да произведе опасне нивое угљен-моноксида, из „Sidestream“ дима којем су изложени непушачи (тзв. „пасивни пушачи“) који на тај начин апсорбују значајну количину угљен-моноксида.
Тровање такође може да настане приликом коришћења боца са компримованим ваздухом за дисање испод воде у току тзв. роњења са боцом или скуб дајвинга, када се због неисправних ваздушних компресора за пуњење боца за роњење у гасној смеши може јавити већа концентрација угљен-моноксида од дозвољене.
Вожња у камионетима и теретном простору других возила намењених за транспорт терета може довести до тровања код деце и реконвалесцената, јер издувни гасови ОТО мотора садржи више од 7% CO.
Заглављени аутомобили којима је одвод гасова блокиран због снега доводе до тровања особа у ауту. Излагање угљен-моноксиду од генератора и погонских мотора на сплавовима, посебно кућицама на сплавовима, фатално је. Други извор угљен-моноксида јесте излагање органском раствору дихлорметана, из неких средстава за скидање фарбе. Тело прерађује дихлорметан у угљен-моноксид у организму.
У неким пећинама и другим полузатвореним просторима може бити развијен угљен-моноксид, услед распадања органских материја и других фосилних остатака.
Излагање високим концентрацијама угљен-моноксида обично настаје у индустрији, пољопривреди, саобраћају или кућним условима када се опрема користи у зградама или делимично затвореним просторима. Угљен-моноксид представља озбиљну опасност у многим процесима у хемијској индустрији (нпр. у органским синтезама као што су Фишер-Тропш-ов и оксо процес) индустрији гвожђа и челика (нпр. у Монд-овом никл повратном процесу), индустрији аутомобила, посуђа, као и у рударству. Зато повећаном ризику од тровања угљен-моноксидом, могу бити изложене особе следећих занимања, током дужег боравка у условима штетних концентрација CO у радној средини за време обављања радног процеса;
- Запослени који раде у котларницама, пиварама, магацинима и складиштима угљеничних једињења, рафинеријама нафте, фабрикама целулозе и папира.
- Запослени који опслужују високе пећи или раде у производњи челика и коксарама.
- Запослени који се баве једним од следећих занимања: заваривачи, механичари у гаражама, ватрогасци, произвођачи кафе, органских хемикалија, металних оксида, ћумура, креча у пољским кречанама.
- Оператори на дизел-моторима, агрегатима, виљушкарима, бродским моторима, наплатним рампама или у тунелима.
- Лучки радници на терминалима, царински инспектори, полицајци, и таксисти.

Концентрација појединих извора угљен-моноксида:
| Концентрација | Извор                                                                                                |
| ------------- | --- |
| 0,1           | Природна концентрација угљен-моноксида у атмосфери (према -у)                                        |
| Од 0,5 до 5 ppm  | Уобичајен ниво угљен-моноксида у кућама                                                              |
| Од 5 до 15 ppm   | Уобичајен ниво угљен-моноксида код мање-више добро подешене пећи у кућама                            |
| Од 100 до 200 ppm| Ниво угљен-моноксида у гасовима од аутомобила у централном делу Мексико ситија                       |
| 5000 ppm         | Ниво угљен-моноксида у гасовима насталим ложењем дрва у кући                                         |
| 7000 ppm         | Ниво угљен-моноксида у гасовима из нерасхлађеног прегрејаног аутомобила без каталитичких конвертора. |

## Патофизиологија
Тачан механизам на који ефекти угљен-моноксида утичу на системе у организму је комплексан, и још увек недовољно схваћен. Познати механизми укључују везивање за хемоглобин, миоглобин, цитохром Це оксидазу, а познато је и да угљен-моноксид изазива липидну пероксидацију мозга.

### Хемоглобин
Хемоглобин (Hb) има значајну улогу у процесу дисања живих бића. Током процеса дисања кисеоник улази у плућа, где у плућним капиларима молекулски кисеоник дифундује у крв и везује се за јон гвожђа, за шести координациони положај комплексираног феро-јона и са њим гради оксихемоглобин у еритроцитима који га путем крви преносе до свих делова тела. Зато је хемоглобин главна супстанца за пренос кисеоника, али и угљен-диоксида који дифундује из крви у ваздух у плућним алвеолама. Феро-јон може да веже, не само, молекулски кисеоник већ и молекуле угљен-моноксида.
Хемоглобин је тетрамер, са својих четири везних места за кисеоник, феро-јона, који могу да вежу, не само, молекулски кисеоник већ и молекуле угљен-моноксида. Везивање угљен-моноксида на једном од ова четири места повећава афинитет кисеоника на преостала три, што узрокује да молекул хемоглобина задржи кисеоник који би иначе требало да буде испоручен до ткива. Он у себи садржи гвожђе повезано у хем групе. Гвожђе је у +2 оксидационом стању, и даљим процесом може бити оксидовану до +3. Захваљујући овој реакцији свака хем група (у протеину хемоглобина их има 4) може да веже за себе по један молекул кисеоника:
{\displaystyle Hb+4O_{2}\iff Hb(O_{2})4}
Хемоглобин за који је везан кисеоник садржи гвожђе (Fe) у +3 стању и назива се оксихемоглобин. Оксихемоглобин је изразито црвене боје и путем крви креће се по телу, до других ћелија и ткива којима предаје кисеоник уз помоћ још неколико протеина, сличних хемоглобину (са хем групом), који преносе кисеоник унутар саме ћелије.
Угљен-моноксид има већи коефицијент дифузије него кисеоник и једини ензим у људском организму који ствара угљен-моноксид је хем-оксигеназа, која се налази у ћелијским и међућелијским просторима под хем групом.
У нормалним условима, концентрација угљен-моноксида у крвној плазми је приближно 0 mmHg, јер CO има већи дифузиони коефицијент, и тело се лако ослобађа сваког створеног молекула угљен-моноксида. Када CO није процесом дисања елиминисан из организма, он се везује за хемоглобин, који је главно једињење за пренос кисеоника, на исто место у молекулу хемоглобина на коме се везује кисеоник. Тако настаје једињење познато као карбоксихемоглобин, које према традиционалном веровању, повећава токсичност угљен-моноксида јер са растом нивоа карбоксихемоглобина, смањује капацитет крви за пренос кисеоника, и на тај начин спречава транспорт и испорука кисеоника ћелијама и ткивима у телу.
Афинитет везивања угљен-моноксида за хемоглобина је око 230 пута већи од афинитета хемоглобина за кисеоника, тако да се угљен-моноксид (CO) везује за хемоглобин (Hb) лакше и брже него кисеоник (O2).
{\displaystyle Hb+CO\iff HbCO}
{\displaystyle HbO_{2}+CO\iff HbCO+O_{2}}
Хемоглобин поприма светло црвену боју након реакције приказане у формули у току које је он претворен у карбоксихемоглобин. Зато кожа лешева отрованих CO, као и рекламно месо коме је био додат угљен-моноксид, добијају неприродно црвену нијансу.
 Ова појава је описана тако што угљен-моноксид помера криву дисоцијације кисеоника улево. Та кривуља је готово идентична са кривуљом засићења хемоглобина кисеоником осим што су притисци CO, 230 пута мањи него притисци кисеоника у тој кривуљи. Зато ће притисак од свега 0,05 kPa CO у алвеолама, који је 230 пута мањи од притиска кисеоника, омогућити CO да равноправно конкурише кисеонику, и зато ће се половина хемоглобина у крви везати са CO, а не са кисеоником. Зато ће притисак CO од 0,1 kPa (или концентрација CO од око 0,1% у ваздуху) бити смртоносна.
Како се сав кисеоник задржава у хемоглобину, он се не допреме у адекватним количинама до ткива. То у ткивима изазива појаву хипоксије која има за последицу поремећај у функционисању органа, система и ћелија. У већини ткива у организму, као реакција на хипоксију јавља се вазодилатација- ширење крвних судова. Ширење крвних судова, као реакција на хипоксију, омогућава ткивима прилив веће количине крви што би донекле требало да компензује хипоксију, али због неспособности хемоглобина да пренесе кисеоник, код тровања угљен-моноксидом, изостају позитивни ефекти вазодилатације. Насупрот томе, плућна циркулација одговора на хипоксију вазоконстрикцијом-сужењем промера крвних судова плућа, што још више погоршава симптоме тровања угљен-моноксидом.
Проценат хемоглобина повезан са угљен-моноксидом у карбоксихемоглобин
| Проценат | Симптоми и последице                                                        |
| -------- | --------------------------------------------------------------------------- |
| До 20    | Може проћи без симптома                                                     |
| 20       | Почетне појаве акутног тровања (главобоља, вртоглавица, мучнина, повраћање) |
| 20 до 40 | Поремећај свести                                                            |
| Преко 50 | Смрт                                                                        |

Смрт код великих концентрација карбоксихемоглобина наступа као последица насилног хемијског, или унутрашњег угушења-хипоксије, а другим делом као последица директног токсичног дејства на централни нервни систем.

### Миоглобин
Угљен-моноксид се везује и за хемопротеин миоглобин, који је присутан у мишићним ћелијама срца и оксидативним влакнима скелетних мишића. Као и хемоглобин, и миоглобин везује кисеоник (О2) у оба смера и на тај начин олакшава транспорт О2 од црвених крвних зрнаца до митохондрија мишића за време појачане метаболичке активности, или може послужити као резервоар О2 за време хипоксије или аноксије.
Угљен-моноксид има висок афинитет, према миоглобину који је за око 60 пута већи него према кисеонику. Прогресивна конверзија унутарћелијског миоглобина у  миоглобин (MbCO) смањује потрошњу кисеоника за трећину. Оксимиоглобин се смањује линеарно са повећањем молске фракције MbCO.
Везивање угљен-моноксида за миоглобин може да смањи могућност искоришћења кисеоник, што изазива смањење срчаног учинка и хипотензију (пад крвног притиска), а у даљем току тровања и могућу исхемију мозга.
Описани су и случајеви одложених повратних симптома (рецидива), услед поновног повећања нивоа карбоксихемоглобина, због накнадног отпуштања угљен-моноксида из миоглобина, који се потом везује за хемоглобин.

### Цитохром оксидаза
Овај механизам изазива ефекте на митохондријском респираторном ензимном ланцу, који је одговоран за ефикасну искоришћеност кисеоника у ткивима. Угљен-моноксид се везује за цитохром оксидазу са мањим афинитетом него за кисеоник, тако да је могуће да значајна интрацелуларна хипоксија претходи везивању. Ово везивање посредује са аеробним метаболизмом и ефикасном синтезом аденозин трифосфата. Ћелијски одговор је пребацивање у анаеробни метаболизам, што изазива аноксију, млечну ацидозу и, коначну ћелијску смрт. Стопа дисоцијације између угљен-моноксида и цитохром оксидазе је спора, што изазива релативно пролонгиран опоравак оксидативног метаболизма.

### Утицај на централни нервни систем
Најосетљивије ткиво на хипоксију је мождано. Тако при потпуном прекиду дотицања кисеоника у мозак, знаке поремећаја функција великих хемисфера срећемо након 2,5 до 3 минута, у нижим структурама мозга, након 10 до 15 минута, а у ганглијама симпатичког нервног система након 60 минута. При томе делови ЦНС који су у ексцитабилној фази брже страдају од оних који су у фази инхибиције. Знак патолошких промена које прате тровање угљен-моноксидом су билатерална некроза беле масе, глобуса палидуса, малог мозга и церебралног кортекса. Ово су потврдиле неуроимиџинг студије које су откриле да су жаришне зоне периваскуларних промена изазваних примарним дејством CO повреде ћелија ЦНС, и да жаришна патологија у мозгу може бити резултат секундарне хеморагичне некрозе изазване хипоксијом.
Зато можемо констатовати да су неуролошке последице у току тровања CO цереброваскуларне природе, изазване ткивном хипоксијом, због недовољног транспорта кисеоника кроз мождану циркулацију, што има за последицу постисхемијску аноксичну енцефалопатију, која настаје као последица поремећаја енергије и јонске пумпе (деполаризација), појаве ацидозе и ослобађања глутамата који делују ексцитаторно на неуроне. Постисхемична енцефалопатија изазива; периферну неуропатију, акутну психозу, кортикално слепило, и смањење меморије (памћења).
Иако се већина неуролошких оштећења јавља унутар првих 6 часова од излагања токсичним концентрацијама CO, одложени неуролошки симптоми и знаци могу се јавити и до 40 дана после експозиције. Манифестације одложених неуролошких секвела укључују дезоријентацију, брадикинезију и поремећаје хода, афазију, апраксију, инконтиненцију, ригидност мишића. Ови поремећаји су обично повезани са оштећењем церебралне беле масе и базалне ганглије.
Механизам за који се сматра да значајно утиче на појаву одложених ефеката укључује формиране ћелије крви и хемијске медијаторе, који изазивају липидну пероксидацију (пропадање незасићених масних киселина). Угљен-моноксид изазива да ендотелне ћелије и тромбоцити отпуштају азот-моноксид, и стварају слободне радикале кисеоника, као што је пероксинитрит. На мозгу, то изазива даљу дисфункцију митохондрија, повећану пропустљивост капилара, леукоцитну секвестрацију и апоптозу. Ови ефекти доводе до липидне пероксидације, која накнадно доводи до демијелинизације беле масе у централном нервном систему, и позната је као Гринкерова мијелинопатија. Она може да доведе до едема и некрозе у мозгу. Оваква оштећења мозга обично се јављају током периода опоравка.

### Трудноћа
Угљен-моноксид код трудних жена може да изазове тешка оштећења на фетусу. Тровање изазива хипоксију феталног ткива, тако што смањује прилив материнског кисеоника у фетус. Такође, угљен-моноксид продире кроз плаценту и реагује са хемоглобином фетуса и тако директније изазива хипоксију феталног ткива. Поред тога, хемоглобин код фетуса поседује 10 до 15% већи афинитет према угљен-моноксиду него хемоглобин у одраслих, што изазива озбиљније тровање фетуса него одраслих људи. Елиминација угљен-моноксида је спорија код фетуса, што доводи до акумулације штетних материја. Знатан је ниво морбидитета и морталитета фетуса код акутног тровања угљен-моноксидом; тако да, без обзира на блаже тровање мајке или у току њеног опоравка, тешка фетална тровања или смрт и даље могу да настану.

## Клиничка слика
Угљен-моноксид је гас отрован за све аеробе организаме, јер истискује кисеоник из еритроцита у којима се сједињује са хемоглобином стварајући карбоксихемоглобин, што има за последицу хипоксију или недостатак кисеоника у ткивима и ћелијама Зато клиничком сликом тровања угљен-моноксида заправо доминирају знаци хипоксије.
Симптоми тровања, који се индивидуално појављују, зависе од количине карбоксихемоглобина у крви. Мада и удисање и релативно малих количина овог гаса може да доведе до хипоксије у можданом ткиву, са последичним оштећења централног нервног система, па и мождане смрти, због његовог израженог токсичног дејства и на јако малим притисцима (од само 0,1 kPa) у удахнутом ваздуху. Удахнути угљен-моноксид се на почетку рапидно апсорбује и сједињује са хемоглобином, брзина овог процеса експоненцијално опада како се приближава равнотежно стање. При вишим концентрацијама полувреме акумулације је краће него при нижим концентрацијама.
Клиничка слика тровања угљен-моноксидом код различитих особа и популација пре свега зависи од унете дозе гаса и нивоа индивидуалне толеранције на угљен-моноксид. Према истраживањима просечно излагање концентрацијама од 100 ppm или више може бити опасно по људско здравље. На степен толеранције према угљен-моноксиду утиче више фактора, укључујући физичку активност, стопу вентилације, претходно постојање церебралних или кардиоваскуларних поремећаја, срчаног учинка, малокрвности, српасте анемије и других хематолошких обољења, као и хипобаричног притиска и базалног метаболизма. Крв особа које пуше цигарете може да садржи 2 до 10% карбоксихемоглобина, док је тај проценат код непушача око 1%, што пушаче чини осетљивијим на тровање угљен-моноксидом.
Варијације у индивидуалној осетљивости су велике. После излагања умереним или ниским концентрацијама, комплетан опоравак следи после 16-24 часа. Концентрација угљен-моноксида у крви при нормалној активности опада на половину своје вредности после 4 часа. Код пушача ово време износи 8 часова или дуже.
У Сједињеним Државама,  (енгл. Occupational Safety and Health Administration) ограничава дугорочно излагање на радном месту на мање од 50 ppm, мерено на 8 сати; поред тога запослени би требало да се склоне са сваког затвореног простора у случају да је горња граница (“плафон”) од 100 ppm достигнута. Излагање угљен-моноксиду може да доведе до знатно краћег животног века, због оштећења срца.
Дејства угљен-моноксида у односу на његову концентрацију у простору
| Концентрација | Симптоми и знаци                                                                            |
| ------------- | ------------------------------------------------------------------------------------------- |
| 35 (0,0035%)  | Главобоља и вртоглавица у току шест сати сталног излагања                                   |
| 100 (0,01%)   | Блажа главобоља у току два до три сата                                                      |
| 200 (0,02%)   | Блажа главобоља у току два до три сата; смањена моћ расуђивања                              |
| 400 (0,04%)   | Главобоља у пределу чела у току једног до два сата                                          |
| 800 (0,08%)   | Вртоглавица, мучнина и конвулзије у току 45 min; губитак сензибилитета у току 2 сата           |
| 1600 (0,16%)  | Главобоља, тахикардија, вртоглавица и мучнина у току 20 min. Смрт наступа за мање од 2 сата.   |
| 3200 (0,32%)  | Главобоља, вртоглавица и мучнина у току 5-10 min; смрт у току 30                               |
| 6400 (0,64%)  | Главобоља и вртоглавица у току 1-2 min. Конвулзије, респираторни застој и смрт за мање од 20 . |
| 12800 (1,28%) | Губитак свести након 2-3 удисаја. Смрт наступа за мање од три минута.                       |

Стварање карбоксихемоглобина је повратна реакција и еритроцити по изгледу нису оштећене у току овог процеса. Када се излагање дејству угљен-моноксида прекине, кисеоник потисне угљен-моноксид у крви и оксихемоглобин се поново формира.

### Акутно тровање
Главне манифестације тровања по системима органа зависе од засићености кисеоником, стања централног нервног система и срца. Почетни симптоми акутног тровања угљен-моноксидом су главобоља, мучнина, малаксалост и замор. Лекари ове опште симптоме често помешају са вирусом типа инфлуенце или другим обољењима, као што је тровање храном или гастроентеритис. Главобоља је најчешћи симптом акутног тровања угљен-моноксидом; често је описивана као тупа, у пределу чела и континуирана. Повећано излагање изазива бројне срчане неправилности, као што су убрзани откуцаји срца, низак крвни притисак и срчана аритмија; симптоми на централном нервном систему су делиријум, халуцинације, вртоглавица, нестабилан ход, збуњеност, епи-напади, депресија централног нервног система, несвест, респираторни застој, па и смрт. Не тако чести симптоми акутног тровања угљен-моноксидом су миокардијална исхемија, атријална фибрилација, запаљење плућа, едем плућа, повишен ниво шећера у крви, млечна ацидоза, мишићна некроза, акутна бубрежна инсуфицијенција, кожна лезија, као и проблеми са видом и слухом.
Једна од највећих опасности које прате акутно тровање угљен-моноксидом јесу накнадне тешке неуролошке манифестације које могу да настану. Проблеми могу да обухватају тешкоће са вишим интелектуалним функцијама, краткорочни губитак памћења, деменцију, амнезију, психозе, иритабилност, чудан ход, поремећаје говора, синдроме сличне Паркинсоновој болести, кортикално слепило и депресивно расположење. Депресија може да наступи и код оних особа који претходно нису имали епизоде депресије. Ове одложене неуролошке манифестације могу да настану код 50% отрованих људи, након 2 до 40 дана. Није лако предвидети код кога ће се развити накнадне манифестације; ипак, старија доб, губитак свести приликом тровања и претходне неуролошке абнормалности могу повећати могућност за развој одложених симптома.
Један типичан знак тровања угљен-моноксидом је чешће нађен код мртвих, него код живих — људи су описивани розе образа и здрави. Ипак, како је њихов „вишња-црвени“ изглед уобичајен једино код умрлих, и није уобичајен код живих људи, он се не сматра за користан дијагностички знак у клиничкој медицини. У патолошком (обдукционом) прегледу — аутопсији, црвенкасти изглед код тровања угљен-моноксидом је значајан зато што небалсамоване умрле особе су у нормалним условима плавкасте и бледе, док особе настрадале од тровања угљен-моноксидом могу једноставно да изгледају налик живима, по боји.

### Хронично тровање
Хронично излагање релативно малим количинама угљен-моноксида може да изазове упорне главобоље, непромишљеност, депресију, збуњеност, губитак памћења, мучнину и повраћање. Данас се још увек не зна може ли хронично излагање мањим количинама CO да изазове трајна неуролошка оштећења. По престанку излагања симптоми се обично повлаче сами од себе, осим у случају да је постојала епизода озбиљног акутног тровања. Ипак, забележен је један случај трајног губитка памћења и способности учења након трогодишњег излагања релативно ниским концентрацијама угљен-моноксида, преко неисправне пећи. Код неких људи хронично излагање може погоршати симптоме на кардиоваскуларном систему. Хронично излагање угљен-моноксиду може да повећа ризик за развој атеросклерозе. Дуготрајно излагање угљен-моноксиду представља највећи ризик за особе са коронарном болешћу срца и жене које су трудне.

## Дијагноза
Како је угљен-моноксид гас без мириса, боје, укуса који не надражује слузокожу дисајних путева, затрована особа га теже открива, а лекари отежано дијагностикују клиничку слику тровања. Зато се дијагноза тровања угљен-моноксидом поставља на основу; пажљиво узете анамнезе праћене усмереним физикалним прегледом, гасних и других анализа и процене неуролошких хематолошких и срчаних испада и фактора ризика.
Уз добру анамнезу и одговарајуће дијагностичка тестове, правилно спроведен дијагностички поступак омогућава постављање прецизне дијагнозе у преко 90% случајева. Нешто већи проблем у дијагностици тровања угљен-моноксидом могу представљати хронична тровања, јер су често код њих симптоми удружени са симптомима других хроничних болести изазваних дуготрајном хипоксијом, друге етиологије.

### Анамнеза
Како се многи симптоми тровања угљен-моноксидом такође јављају и код других видова тровања или инфекција (као што је нпр. грип), правилно узета анамнеза од затрованог или особа из његовог окружења често је од изузетног значаја за рано постављање дијагнозе. Свако потенцијално излагање угљен-моноксиду, као што је излагање стамбеном пожару, рад у фабрици, рудницима, гаражама итд, наведено у историји болести може указати на тровање CO, што треба да усмери даља испитивања дијагностичара у том правцу.
Код реверзибилних тровања угљен-моноксидом, најчешћи симптоми које затровани наводе у анамнези су главобоља (у 37% случајева), затим вртоглавица (18%) и мучнина (17%).
Губитак свести у току акутног тровања је важан податак из анамнезе јер је показатељ тежине оштећења здравља, и трајних оштећења ткива, најчешће мозга, али и срца. Реперфузионе повреде које су праћене очигледним опоравком (након губитка свести) могу да доведу до оштећења мозга које се обично манифестују когнитивним дисфункцијама (које могу бити и фаталне, и које се у 60-75% случајева решавају у року од једне године.
Код хроничне изложености тровања угљен-моноксидом поред горе наведених симптома, болесници се у анамнези жале на губитак зуба, појаву неуропсихијатријских симптома, или наводе погоршање когнитивних способности.

### Физикални преглед
Физикални преглед иако има ограничене могућности, може код присуства повреда или опекотина да укаже лекару на могућност да је пацијент био изложен пожару и токсичном дејству угљен-моноксида.
Од витални знакова код затрованог могу бити присутни; убрзан рад срца (тахикардија), повишен или снижен крвни притисак (хипертензија или хипотензија), повишена телесна температура (хипертермија), убрзано дисање, промена боје коже (бледило или црвенило, које у терминалној фази тровања може прећи у боју вишње).
Очним прегледом на очном дну могу се утврдити, препуњеност вена (први знак), крварења у мрежњачи, и оток папиле са хемианопсијом.
Физикални прегледом плућа најчешће је уредан али код тежих облика може указати на несрчани едем плућа.
Од неуролошки знакова могу бити присутни; хиперрефлексија, апраксија, агнозија, тикови, поремећај слуха и вестибуларне дисфункције, слепило и психоза. Остали неуролошки знаци су; тупост, поремећај хода, поремећај покрета, спазам мишића и коматозно стање.
Од психијатријских знакова код тровања угљен-моноксидом могу бити присутни; губитак памћења (антероградна или ретроградна амнезија), емоционална лабилност, поремећај расуђивања, смањене когнитивне способности.
Код хроничног излагања угљен-моноксиду или код тешких акутних интоксикација угљен-моноксидом, код појединих пацијената присутне су дуготрајне психичке последица, док се код неких болесника могу јавити одложени неуролошки симптоми након тешке интоксикације са комом.
Контролним физикалним прегледом код две трећине пацијената на крају лечења, констатује се нормализација свих физикалних знакова.

### Дијагностички тестови

#### Гасне анализе
Без гасних анализа, методе која се користи за процену ефикасности респираторних, али и функција других органских система од виталне важности за правилно функционисање организма, не може се поставити дијагноза тровања токсичним гасовима. Мерењем парцијалних притисака кисеоника, угљен-диоксида, угљен-моноксида, киселости крви (pH), концентрација бикарбоната, и других вредности, могућа је објективна процена алвеоларне (плућне) вентилације, функција других органских система, и потврди дијагнозе тровања CO.
Парцијални притисци кисеоника и угљен-моноксида у артеријској крви могу се мерити директном методом, која одређује вредности у узорку крви, или индиректном методом, која анализу врши преко коже.
Директна метода
Узорак крви за ову методу узима се из неке доступне артерије (брахијалне или радијалне) стерилним шприцем у који је убачен раствор хепарина (који спречава згрушавање крви) или из периферних делова тела (јагодице прста или ресице ушне шкољке) капиларном цевчицом напуњеном хепарином, са места убода, нпр. оксиметром  који се користи за одређивање нивоа угљен-моноксида у серуму.
Овим мерењем може да се изврши и утврђивање односа између концентрације карбоксихемоглобина у поређењу са концентрацијом хемоглобина у крви.
Такође како је доста људи наставило да осећа значајне симптоме тровања CO, дуго после враћања концентрације угљен-моноксида у крви у нормалу, накнадно појављивање људи са физиолошким концентрацијама угљен-моноксида у серуму нема пресудну улогу у дијагностиковању тровања.
Индиректна метода
Мерење парцијалних притиска гасова индиректном методом врши се преко електрода постављених на кожу болесника, тзв пулсним оксиметром CO и О2 којим се процењује ниво кисеоника и карбоксихемоглобина, неинвазивним контактом са прстом. Ови уређаји функционишу тако што пропуштају различите таласне дужине светлости у врх прста, и мере ниво упијања светлости различитих врста хемоглобина у капиларима. Увођењем у употребу апарата за транскутано мерење парцијалног притиска кисеоника и угљен-моноксида, знатно је олакшан рад и повећан комфор болесника.
Међутим ова метода има своје недостатке, па се углавном користи за континуирано праћење и евидентирање парцијалних притисака гасова у току терапије.
Недостаци ове методе су;
- Ограничена могућност мерења. То се дешава зато што угљен-моноксид бива погрешно представљен као оксихемоглобин.[135][136]
- Недовољна тачност резултата. Како се угљен-моноксид и природним путем производи у телу као биопродукт пребацивања протопорфирина у билирубин, могу се добити лажно позитивни резултати. Иако овако настао угљен-моноксид реагује са хемоглобином и ствара карбоксихемоглобин, те вредности нису у токсичним границама.[73] Такође треба имати у виду при тумачењу резултата мерења да однос карбоксихемоглобина према хемоглобинским молекулима код просечне особе може бити до 5%, док пушачи цигарета који пуше 2 паковања на дан могу имати ове нивое и до 9%.[137]

Праћење нивоа угљен-моноксида на ваздух пружа одрживу алтернативу пулсном оксиметру CO. Показало се да је концентрација карбоксихемоглобина у блиској корелацији са концентрацијом угљен-моноксида у издисају.

#### Лабораторијске анализе
Комплетна крвна слика (ККС) у тровању угљен-моноксидом, од значаја је за одређивање концентрације хемоглобина у крви. При томе при процени вредности хемоглобина, треба имати у виду, да анемија додатно смањује укупни ниво хемоглобина али и садржај кисеоника у артеријској крви.
Комплетне метаболичке анализе омогућавају клиничару да израчуна ниво анјона код пацијената са ацидозом и процени ниво бубрежних функција, код умерених до тешких случајева тровања који могу бити компликовани рабдомиолизом.
Анализом мокраће и серумске креатинин киназе (ЦК) треба да се процени степен оштећења мишића и искључи евентуална рабдомиолиза.
Поред основних лабораторијских тестова, у дијагностици се користи и одређивање срчаних ензима, тзв трансаминаза. Мерења треба обавити код пацијената изложених значајнијим дозама угљен-моноксида као и код пацијента са болом у грудима и факторима ризика за инфаркт миокарда. При чему треба имати у виду да је учесталост исхемијског срчаног удара после тровања угљен-моноксидом висока, чак и код младих и здравих пацијената.
Основне параметре коагулације крви треба одредити код отрованих пацијената са ризиком за системски инфламаторни синдром (СИРС), синдромом вишеструке органске дисфункције (МОДС) и дисеминовану интраваскуларну коагулацију (ДИК).
Одређивање нивоа етанола (алкохола) у мокраћи може бити од значаја за искључивање других узрока поремећеног понашања код затрованог угљен-моноксидом.

#### Сликовни (имиџинг) тестови
Радиолошки тестови
Пацијенти са знацима хипоксије или дисајним потешкоћама, обавезно треба да прођу кроз радиографију грудног коша, како би се искључили други могући узроци респираторног оштећења. Промене на сликовном приказу, као што су „стакласто“ замагљење, перихиларна измаглица, перибронхијална инфилтрација и унутар-алвеоларни оток, може указати на погоршање клиничке слике и лошу прогнозу тровања.
Компјутеризована томографија (ЦТ) главе може открити хипоатенуацију на глобус палидуму и у белој маси мозга, у периоду од једног часа од тровања угљен-моноксидом. Позитивни ЦТ налаз такође може указати и на могући развој неуролошких компликација.
Магнетна резонанца (МР) је осетљивија метода у односу на ЦТ, али има ограничене могућности у хитним стањима. Такође на основу ЦТ и МРИ често се не могу донети конкретни закључци јер промене нису специфичне за тровање угљен-моноксидом.
Позитрон емисиона томографија (ПЕТ) и (СПЕЦТ) иако су најосетљивији тестови за утврђивање исхемијске повреде мозга, њихови резултати су неспецифични, а испитивање је још теже изврши у хитним случајевима него МРИ.
Електрокардиграфија
Електрокардиографија (ЕКГ) треба да се примени код свих болесника са приметним знацима тровања угљен-моноксидом или код особа које су изложене факторима ризика за акутни инфаркт миокарда. Поремећај срчаног ритма као што је синусна тахикардија најчешћи је поремећај на електрокардиограму. Како аритмија може настати и код секундарне хипоксије, исхемије или срчаног удара ово треба имати у диференцијалној дијагнози. Чак и у одсуству абнормалних ЕКГ налаза, знаци срчаног инфаркта могу се јавити, не само код одраслих особа већ и код деце затроване угљен-моноксидом. Акутни инфаркт миокарда може се развити и након излагања ниском нивоу угљен-моноксида код пацијената са кардиоваскуларним болестима. Инфаркт миокарда је чест код пацијената са умереним или озбиљним тровањем угљен-моноксидом.

### Детектовање у биолошким опсервацијама
Ниво угљен-моноксида може бити измерен у крви помоћу спектофотометрских метода или хроматографских техника да би се потврдила дијагноза тровања код особе или да би се помогло у форензичарској истрази, у случају излагања са смртним исходом. Ниво засићености карбоксихемоглобина у крви може да варира у рангу од 8-10% код жестоких пушача или особа које су енормно изложене издувним гасовима од аутомобила. Особе са акутним симптомима тровања имају, најчешће, ниво засићености од 10-30%, док се код особа које су подлегле тровању може постхумно измерити ниво од 30-90%.

## Диференцијална дијагноза
У диференцијалној дијагнози тровање угљен-моноксидом треба имати у виду следећа стања и болести:
- синдром акутне респираторне слабости,
- висинска болест, синдром хроничног умора
- млечна ацидоза, дијабетесна кетоацидоза,
- запаљење меких можданица, енцефалитис, мигрена, главобоља у педијатрији
- метхемоглобинемија,
- предозирање опиоидима, алкохолом или другим наркотицима.
- депресија и главобоља изазвана нервном напетошћу, самоубиство
- гастроентеритис
- хипотиреоза и микседем, кома
- оштећење унутрашњег ува праћено губитком равнотеже
- хипогликемија у педијатрији.[111]

Рани симптоми и знаци, тровања ниским концентрацијама CO, немају своју специфичну клиничку слику и често бивају у дијагностици замењени другим поремећајима или стањима као што су нпр запаљењским процесима код виралних инфекција, депресијом, синдромом хроничног умора, болом у грудима код ангине пекторис, мигреном, или главобољама васкуларног или другог порекла.

## Терапија
Полазни третман за тровање угљен-моноксидом представља моментално склањање особе од излагања без угрожавања других људи. Особама без свести је можда потребна кардиопулмоналну реанимацију на месту. Снабдевање кисеоником преко кисеоничке маске смањује полувек угљен-моноксида са 320 минута на 80 минута при нормалном ваздуху. Кисеоник убрзава дисоцијацију угљен-моноксида из карбоксихемоглобина, тако да га враћа у хемоглобин. Због потенцијалних тешких штетних утицаја на фетус, труднице су третиране кисеоником дуже него жене које нису трудне.

### Хипербарична оксигенотерапија
Методе хипербаричне медицине се такође користи у лечењу тровања угљен-моноксидом, како би се убрзала дисоцијација CO у карбоксихемоглобину и цитохром оксидазе и увећао транспорт и ослобађања кисеоника у ткивима. Хипербарична оксигенотерапија, са троструким вредношћу атмосферског притиска кисеоника (до 3 бара), редукује полувек угљен-моноксида на 23 минута (~80/3 минута), у поређењу са 80 при атмосферском притиску. Ова терапија такође може да повећа, и до 2.000 пута, транспорт кисеоника до ћелија и ткива његовим растварањем у плазми, чиме се делимично заобилази примарни транспорт кисеоника преко хемоглобина.
По неким ауторима контроверзно је питање да ли хипербарична оксигенотерапија уопште нуди додатне бенефите у односу на класични начин удисања нормобаричног кисеоника, у смислу веће стопе преживљавања и бољих дугорочних резултата. Организована насумична контролне проба, са шест испитаника, у којој су поређене две опције терапије (нормобарична и хипербарична); код четири испитаника хипербарична оксигенотерапија показала је резултате, а код два није. Неке од ових студија су критиковане због очигледних пропуста у њиховој имплементацији на малом узорку испитаника.
Иако се из прегледа целокупне литературе о лечењу тровања угљен-моноксидом закључује да је улога хипербаричне оксигенотерапије недовољно проучена, доступни подаци нити потврђују нити оспоравају њену значајну медицинску корист. Зато су бројни аутори предложили велику, добро осмишљену, екстерно ревидирану, мултицентричну студију како би се упоредила терапија нормобаричним и хипербаричним кисеоником.
Међутим постоји општа сагласност свих истраживача да је продужена хипербарична оксигенотерапија метода избора у трудноћи. То се објашњава чињеницом да карбоксихемоглобин фетуса има виши клиренс и спорије реагује на нормобарични кисеоник од оног у мајке.

#### Критеријуми за лечење тровањаприменом ХБОТ
У хипербаричној медицини примењују се следећи критеријуми за одређивање потенцијалних пацијента за ХБОТ након тровања СО:
- дужина трајања несвесног стања од момента тровања;
- присуство објективних неуролошки дефицита или поремећај менталног статуса;
- исхемијске промене на ЕКГ или бол у грудима код пацијената непосредно након тровања СО,
- труднице са HbCO > 15% (фетални хемоглобин везује СО више (чвршће) од мајчиног хемоглобина);
- понављање симптома тровања у року од три недеље од примарног третмана;
- болесника са HbCO > 25-30%;
- присуство симптома у наизглед мање озбиљним тровањима који се не повлаче после четири сата након удисања 100% О2 преко кисеоничке маска у току прве помоћи.[166][167][168]

За примену (ХБОТ) можда су главни разлози подмукли ефекат СО тровања и развој касних неуропсихијатријских оштећења у периоду од 2-28 дана после тровања и дуготрајно лечење.
Применом ове методе на притиску од 3 бара, у атмосфери 100% кисеоника, елиминација СО из организма постиже се за 23 минуте, а удисањем 100% кисеоника на атмосферском притиску за нешто више од 80 мин.
Ови подаци говоре да је (ХБОТ) метода избора за лечење тровања угљен-моноксидом. Зато се сви болесници који су били изложени тровању СО, а у крви имају концентрацију карбоксихемоглобина већу од 25%, без обзира да ли испољавају симптоме тровања СО или не, морају се лечити (ХБОТ) у барокоморама.
Не постоје поуздани знаци на основу којих се може предвидети код којих ће се болесника развити неурокогнитивне секвеле. Успех лечење тровања СО и многих пропратних патолошких процеса који се дешавају, вероватно зависи од времена почетка лечења. Ако се болесници не лече благовремено, може се десити да хипербарични кисеоник буде неефикасан.
Како кисеоник растворен у крвној плазми (као нестишљивој течности), може доспети и до физички најудаљенијег подручја, у којима је сметњама (болешћу) ограничен проток црвеним крвним зрнцима (као корпускуларним елементима промера 7,8 μm х 2,4 μm ), он може да омогући оксигенацију тих подручја, чак и са оштећеним преносом кисеоника хемоглобином, као што је то случај код тровања угљен-моноксидом.
Утицај акутне повреде мозга угљен-моноксидом, и одложени неуролошки дефицити изазвани пратећом хипоксијом због церебралних вазоспазама (CVS) су главне детерминанте исхода (последица) субарахноидалне хеморагије (SAH). У пракси све више је заступљена примена хипербаричног кисеоника (ХБО) у лечењу пацијената са (SAH), иако докази и основни механизми оправданости примене ХБО нису систематски проучени. Зато се у бројним студијама, новијег датума, све више проучава улога ХБО у церебралним вазаспазмима и њени молекуларни механизми, укључени у заштиту мозга од субарахноидалном хеморагије (SAH)-индуковане тровањем и повредама (хипоксија). Као главна хипотеза наводи се могући утицај ХБОТ на слабљење васкуларних спазама и отклањање хипоксијом нарушене исхране можданих структура кисеоником. Сходно томе, истраживања учинка ХБОТ на SAH-ом индуковану хипоксију и друге механизме изазване неуроваскуларном повредом мозга, дала су почетне позитивне резултата (види слику десно), који говоре у прилог оправданости примене ХБОТ у акутној и одложеној фази субаранхнидалне хеморагије (SAH-а). Међутим, потребна су нова истраживања како би се разумели основни механизме и успоставио оптимални режим лечења SAH-a и других оштећења цереброваскуларног система (CVS) применом ХБОТ.

### Друго
Даљи третман за друге компликације као што су епи-напади, хипотензија, срчане неправилности, едем плућа и ацидоза може бити потребан. Повећана мишићна активност и епи-напади требало би да буду третирани дантроленом или диазепамом; диазепам би требало једино да се примени уз одговарајућу респираторну подршку. Хипотензија захтева лечење интравенским флуидима; вазопресори могу бити потребни за лечење миокардијалне депресије. Срчане аритмије су третиране стандардним протоколима за напредну подршку срчаног живота. Ако је озбиљна, метаболичка ацидоза је третирана натријум хидрогенкарбонатом. Лечење бикарбоном содом је контроверзно, како ацидоза може да повећа расположивост ткивног кисеоника. Лечење ацидозе може и једино да садржи оксигенотерапију. Накнадни развој неуропсихијатријских погоршања представља један од најозбиљнијих компликација тровања угљен-моноксидом. Оштећење мозга је потврђено помоћу МРТ и  скенова. Обимно праћење и супортивна терапија су обично потребне код одложеног неуролошког оштећења. Исходе које прати тровање је често тешко предвидети, посебно код људи који имају симптоме срчаног застоја, коме, метаболичке ацидозе, или имају висок ниво карбоксихемоглобина. Једна студија је известила да ће приближно 30% људи са тешким тровањем угљен-моноксидом завршити са леталним исходом. Пријављено је да електроконвулзивна терапија (ЕКТ) може да повећа могућност настанка накнадних неуропсихијатријских последица након тровања угљен-моноксидом (CO).

## Превенција
Најзначајније превентивне мере за спречавање тровања угљен-моноксидом којих се треба придржавати у свакодневном животу су:
- Избегавање употребе пећи или рерне на гас за загревање стана/куће.
- Роштиљ на ћумур, или гас, фењер или преносиви кампинг шпорет не користити у стану/кући, шатору или камп приколици.
- Моторно возило, генератор, апарат за прање под притиском или било који други мотор који користи угљенично гориво, не сме у упаљеном стању да буде испод отвореног прозора, испред отворених врата или отвора за вентилацију кроз које издувни гасови могу да уђу у затворену просторију.
- Избегавати, дуже време, држање упаљеног моторног возила у затвореним или делимично затвореним просторијама, као што су гараже, радионице, трајекти, надстрешнице и слично.
- Генератор, апарат за прање под притиском или било које друге моторе који користе гориво не користити упаљене у подруму, гаражи или другим затвореним просторима, чак и ако су врата и прозори отворени, ако у просторији нису уграђени отвори за вентилацију.
- Отвори за вентилацију и димоводи не смеју бити блокирани отпацима и другим предметима и материјалима, нарочито ако дува јак ветар, јер летећи отпад може да блокира вентилационе канале.
- Код сваке сумње да је вртоглавица, главобољу или слабост, изазвана угљен-моноксидом одмах треба изаћи на свеж ваздух и без одлагања, у случају перзистирања симптома, затражите помоћ или лекарски савет.

### Детектовање угљен-моноксида
Превенција остаје витална ставка јавног здравља, која захтева јавну едукацију за безбедно руковање апаратима, грејачима, каминима и моторима са унутрашњим сагоревањем, као и повећаним истицањем на инсталацији детектора угљен-моноксида. Гасне организације често саветују да се гасни апарати сервисирају барем једном годишње. У зградама, детектори угљен-моноксида су често инсталирани око грејача и друге опреме. Ако је детектован релативно висок ниво угљен-моноксида, уређај укључује аларм, дајући људима шансу да се евакуишу и вентилирају објекат. За разлику од димних детектора, детектори угљен-моноксида не морају да буду смештени на нивоу плафона. Комисија за сигурност потрошачких производа САД тврди да су „детектори угљен-моноксида важни за сигурност дома подједнако као и детектори дима“ и саветује да свака кућа има барем по један детектор угљен-моноксида, а пожељно и по један на сваком спрату грађевине. Ови уређаји, који релативно нису скупи, и широко су доступни, напајају се на батерије или имају AC напајање, са подршком батерије или без ње. Такође је препоручљиво да се код рониоца детектује контаминација угљен-моноксидом у удишућем ваздуху пре зарањања како су ефекти угљен-моноксида на организам повећани под притиском. Угљен-моноксид је без укуса и мириса, тако да се не може детектовати мирисом. Власници компресора треба да осигурају да је њихова мешавина без CO, коришћењем фиксних контролних уређаја који раде у складу са компресором. Рониоци би требало да користе специјализоване ручне анализаторе CO, посебно осмишљене за тестирање цилиндарских апарата за загњуривање пре роњења.
Коришћење детектора угљен-моноксида је стандардизовано у многим регионима. У САД, NFPA 720-2009, смернице о детекторима угљен-моноксида објављене од стране Националног удружења за заштиту од пожара, ауторизује постављање детектора/аларма угљен-моноксида на сваком спрату зграде, укључујући и подрум, затим ван простора за спавање. У новим домовима, детектори са AC напајањем морају да имају подршку батерије и да буду међусобно повезани како би осигурали рано упозорење станарима свих спратова.  720-2009 је први национални стандард за угљен-моноксид који адресира уређаје у нестамбеним зградама. Ове смернице, које се данас односе на школе, здравствене центре, болничке куће и друге нестамбене објекте, укључују три главне тачке:
1. Секундарно снабдевање енергијом (подршка батерије) мора да напаја све апарате за детектовање угљен-моноксида за најмање 12 сати,
2. Детектори морају да буду на плафону у истој соби где су стално инсталирани апарати за сагоревање горива, и
3. Детектори морају бити смештени на сваком спрату погодном за становање и на сваком делу зграде где су смештени грејање, вентилација и климатизација.

### Препоручене смернице СЗО
Препоручене вредности које следе (заокружене вредности у ppm) и периоди временски пондерисаних просечних излагања одређени су тако да ниво карбоксихемоглобина од 2,5% није прекорачен, чак ни ако нормалан субјекат учествује у благим или умереним вежбама:
- 100 mg/m³ (87 ppm) за 15 минута
- 60 mg/m³ (52 ppm) за 30 минута
- 30 mg/m³ (26 ppm) за 1 сат
- 10 mg/m³ (9 ppm) за 8 сати

### Заштита од CO у радној средини
Потенцијална изложеност угљен-моноксиду у индустријским условима је велика. Ризик у професионалним условима постоји код возача виљушкара, ливаца, минера, механичара, радника у гаражама, ватрогасаца и других професија. Зато је на ризичним радним местима где се у радној средини очекује концентрација CO већа од горње границе сигурности (>100 ppm), обавезна примена заштитне опреме; респиратора, кисеоничких маски и уређаја за проветравање.
Токсични учинак хроничног излагања угљен-моноксиду у радној средини може бити потенциран дуванским димом код пушача цигарета и особа које болују од срчаних и респираторних болести.
Пушење је такође један од честих узрока хроничног тровања угљен-моноксидом. Људи који пуше 20 цигарета дневно у крви имају око 4-7% хемоглобина везаног за угљен-моноксид. Пасивни пушачи (непушачи који бораве у простору са пушачима) изложени су просечној концентрацији угљен-моноксида од око 1,7 mg/m³ ваздуха. Зато је посебном уредбом у многим земљама света забрањено пушење у свим радним просторијама, јавним објектима, превозним средствима итд.